# Sakurai Shigeru
Shigeru Sakurai (sinh ngày 29 tháng 6 năm 1979) là một cầu thủ bóng đá người Nhật Bản.

## Sự nghiệp câu lạc bộ
Shigeru Sakurai đã từng chơi cho Montedio Yamagata, Ventforet Kofu, Vegalta Sendai và Tochigi SC.